# غل باشا (بالا لاريجان)
غل باشا (بالفارسية: گل‌پاشا) هي قرية تقع في إيران في قسم بالا لاریجان الريفي. يقدر عدد سكانها بـ 80 نسمة بحسب إحصاء 2016.